# Bắc Trung Bộ (tỉnh Sri Lanka)
Tỉnh Trung Bắc (Sinhala: උතුරු මැද පළාත Uturumeda Palata, Tamil: வட மத்திய மாகாணம் Wada Maththiya Maakaanam) là một tỉnh của Sri Lanka. Với thủ phủ là thành phố Anuradhapura. Tỉnh không đông dân cư, và nó có một nền kinh tế kém phát triển, diện tích đất chủ yếu là rừng nhiệt đới khô.

### Đơn vị hành chính cấp huyện
Uturumeda được chia thành 2 huyện:
- Huyện Anuradhapura 7,128 km2 (2,752 dặm vuông Anh)
- Huyện Polonnaruwa 3,403 km2 (1,314 dặm vuông Anh)

## Liên kết
- North Central Province Provincial Council Lưu trữ ngày 11 tháng 4 năm 2021 tại Wayback Machine
- Cities in North Central province Lưu trữ ngày 27 tháng 9 năm 2007 tại Wayback Machine